# Región Capital (Venezuela)
La Región Capital es una de las nueve regiones político-administrativas que se encuentra dividida en Venezuela. Está conformada por los estados Miranda y La Guaira, así como el Distrito Capital. La Región Central es coordinada por la división de Cordiplan para dicha región. En la actualidad es conocida de manera informal como la Gran Caracas.

## Historia
La región capital es una de las ocho primeras regiones en ser creadas y el decreto presidencial N.º 72 de 1969 oficializa su conformación debido a ello.
En los años 1970 conformaba junto con los estados Carabobo y Aragua la llamada Región Centro-Norte Costera. En la década siguiente, tras una reforma legal, aquellos estados se separan para conformar la Región Central y así queda conformada la Región Capital dada la ubicación geográfica de la ciudad de Caracas, capital de Venezuela.

## Geografía

### Relieve
En la región predominan las formas de relieve montañoso, pertenecientes al tramo central de la Cordillera de la Costa.

### Clima
El clima regional se presenta así:
- Zona costera; clima tropical semiárido.
- Depresión de Barlovento; clima tropical monzónico.
- Valle de Caracas; clima tropical de altitud.
- Zonas montañosas; clima tropical de altitud.

### Hidrografía
El río más importante de la región es el río Tuy (239 km), el cual nace del pico Codazzi y el río Guaire.

## Economía
La economía de la región se sustenta en la actividad industrial y comercial, contando con un puerto clave, La Guaira, que facilita la comercialización de productos con otros países. Esta dinámica impulsa el crecimiento poblacional, generado por las oportunidades comerciales y la oferta de empleo.
A pesar de albergar la capital del país, el sector primario mantiene una presencia significativa, especialmente en la producción de cacao en las zonas de Barlovento, en el estado Miranda.
El estado Miranda se distingue como el principal núcleo agropecuario de la región, destacando en la producción de cacao, caña de azúcar, avicultura y cría de bovinos y porcinos.
Esta región es una de las nueve en las que se divide Venezuela, caracterizada por su sólida economía que favorece el crecimiento continuo de sus industrias y la consolidación de importantes centros financieros e industriales.